# Distretto di María
Il distretto di María è un distretto del Perù nella provincia di Luya (regione di Amazonas) con 855 abitanti al censimento 2007 dei quali 458 urbani e 397 rurali.
È stato istituito il 22 gennaio 1962.

## Località
Il distretto è formato dall'insieme delle seguenti località:
- Maria
- Anispata
- Choz
- Santa Cruz
- Moras
- Cuchapampa
- Rejo
- Quizango
- Lanchepampa
- Mangalpa
- San Jeronimo
- Chocollon
- Poleopampa
- Buenos Aires
- Inga Tambo